# Juan Carlos Ortega
Juan Carlos Ortega Orozco (ur. 19 marca 1967 w Atotonilco el Alto) – meksykański piłkarz występujący na pozycji pomocnika, obecnie trener. Jego brat Rafael Ortega jest wieloletnim szefem usług medycznych tego klubu.

## Kariera klubowa
Ortega jest wychowankiem akademii juniorskiej klubu Chivas de Guadalajara, do którego seniorskiej drużyny został włączony jako dwudziestolatek przez szkoleniowca Alberto Guerrę. W meksykańskiej Primera División zadebiutował 13 września 1987 w wygranym 3:0 meczu z Irapuato, natomiast premierowego gola w najwyższej klasie rozgrywkowej strzelił 6 lutego 1988 w konfrontacji z tym samym rywalem, również wygranej 3:0. Nie potrafił sobie jednak wywalczyć miejsca w pierwszym składzie i po upływie dwóch lat, nie odnosząc żadnych sukcesów, został ściągnięty przez Guerrę do mniej utytułowanego rywala zza miedzy – Universidadu de Guadalajara. Tam miał pewniejszą pozycję w ekipie i częściej pojawiał się na ligowych boiskach, a ponadto zdołał zanotować pierwsze osiągnięcia w profesjonalnej karierze; podczas rozgrywek 1989/1990 zdobył wicemistrzostwo Meksyku, natomiast w sezonie 1990/1991 wywalczył krajowy puchar – Copa México.
Latem 1993 Ortega przeszedł do zespołu Tigres UANL z siedzibą w mieście Monterrey, gdzie w podstawowym składzie występował przez kolejne dwa sezony, po czym podpisał umowę z Club León, w którego barwach spędził z kolei rok, również bez osiągnięć. W późniejszym czasie powrócił do drużyny Tigres, występującej już w drugiej lidze, lecz dzięki jego pomocy zwyciężyła ona zarówno w jesiennych rozgrywkach Invierno 1996, jak i wiosennych Verano 1997, powracając do Primera División po zaledwie roku nieobecności. Po awansie występował jeszcze w Tigres przez dwanaście miesięcy, by później zostać zawodnikiem drugoligowego Correcaminos UAT z miasta Ciudad Victoria. Barwy tego klubu reprezentował bez większych sukcesów podczas następnych trzech lat. W styczniu 2002 zasilił zespół Bachilleres de Guadalajara, również występujący w rozgrywkach drugoligowych, a po upływie pół roku został graczem CD Tapatío, filii jego macierzystego Chivas de Guadalajara, gdzie w wiosennym sezonie Verano 2003 jako podstawowy piłkarz dotarł do dwumeczu finałowego Primera División A. Bezpośrednio po tym sukcesie, w wieku 36 lat, zdecydował się zakończyć piłkarską karierę.

## Kariera reprezentacyjna
W 1987 roku Ortega został powołany przez trenera Jesúsa del Muro do reprezentacji Meksyku U-17 na Młodzieżowe Mistrzostwa Świata w Kanadzie. Tam wystąpił we wszystkich trzech spotkaniach, z czego w dwóch od pierwszej minuty, ani razu nie wpisując się na listę strzelców, natomiast jego kadra zanotowała w nich zwycięstwo, remis i porażkę, kończąc swój udział w turnieju już w fazie grupowej.

## Kariera trenerska
Od razu po zakończeniu kariery piłkarskiej Ortega rozpoczął pracę w roli szkoleniowca, znajdując zatrudnienie na stanowisku asystenta trenera w Chivas de Guadalajara. W latach 2003–2009 współpracował na tym stanowisku kolejno z Hansem Westerhofem, Benjamínem Galindo, Xabierem Azkargortą, José Manuelem de la Torre, Efraínem Floresem, Omarem Arellano i Francisco Ramírezem. W tym czasie osiągnął z Chivas sukcesy takie jak mistrzostwo Meksyku (Clausura 2006), dwukrotnie półfinał Copa Libertadores (2005 i 2006), półfinał Copa Sudamericana (2008) czy mistrzostwo InterLigi (2009). Ponadto w sierpniu 2005 po odejściu Galindo tymczasowo poprowadził drużynę w dwóch ligowych spotkaniach. W latach 2009–2013 pracował natomiast w Meksykańskim Związku Piłki Nożnej, początkowo jako koordynator techniczno-taktyczny reprezentacji, a później jako dyrektor generalny kadr juniorskich. W tej roli wziął udział w wielu turniejach międzynarodowych, również odnosząc kilka prestiżowych sukcesów – mistrzostwo świata U-17 (2011), trzecie miejsce Mistrzostw Świata U-20 (2011), triumf w Turnieju w Tulonie (2012) i złoty medal Igrzysk Olimpijskich (2012).
W sierpniu 2013 Ortega zastąpił Benjamína Galindo na stanowisku pierwszego trenera Chivas de Guadalajara. Prowadził ją przez kolejne trzy miesiące, jednak nie potrafił odmienić słabej gry zespołu, notując zaledwie jedno zwycięstwo w dwunastu ligowych meczach. Po zakończeniu sezonu jego miejsce zajął José Luis Real, a on sam objął w klubie stanowisko dyrektora rozwoju sportowego, mając za zadanie koordynować pracę akademii juniorskiej i skautów.